# Llista de medallistes olímpics de patinatge de velocitat en pista curta
Aquesta és una llista dels medallistes olímpics de patinatge de velocitat en pista curta.

## Medallistes

### Categoria masculina

#### 500 metres
| Edició                      | Or                 | Argent                  | Bronze                  |
| Lillehammer 1994 Detalls    | Chae Ji-Hoon       | Mirko Vuillermin        | Nicky Gooch             |
| Nagano 1998 Detalls         | Takafumi Nishitani | An Yulong               | Hitoshi Uematsu         |
| Salt Lake City 2002 Detalls | Marc Gagnon        | Jonathan Guilmette      | Rusty Smith             |
| Torí 2006 Detalls           | Apolo Anton Ohno   | François-Louis Tremblay | Ahn Hyun-Soo            |
| Vancouver 2010 Detalls      | Charles Hamelin    | Sung Si-Bak             | François-Louis Tremblay |
| Sotxi 2014 Detalls          | Víktor Ahn         | Wu Dajing               | Charle Cournoyer        |

#### 1000 metres
| Edició                      | Or              | Argent             | Bronze           |
| Albertville 1992 Detalls    | Kim Ki-hoon     | Frédéric Blackburn | Lee Joon-Ho      |
| Lillehammer 1994 Detalls    | Kim Ki-hoon     | Chae Ji-Hoon       | Marc Gagnon      |
| Nagano 1998 Detalls         | Kim Dong-Sung   | Li Jiajun          | Éric Bédard      |
| Salt Lake City 2002 Detalls | Steven Bradbury | Apolo Anton Ohno   | Mathieu Turcotte |
| Torí 2006 Detalls           | Ahn Hyun-Soo    | Lee Ho-Suk         | Apolo Anton Ohno |
| Vancouver 2010 Detalls      | Lee Jung-Su     | Lee Ho-Suk         | Apolo Anton Ohno |
| Sotxi 2014 Detalls          | Viktor Ahn      | Vladimir Grigorev  | Sjinkie Knegt    |

#### 1500 metres
| Edició                      | Or               | Argent           | Bronze      |
| Salt Lake City 2002 Detalls | Apolo Anton Ohno | Li Jiajun        | Marc Gagnon |
| Torí 2006 Detalls           | Ahn Hyun-Soo     | Lee Ho-Suk       | Li Jiajun   |
| Vancouver 2010 Detalls      | Lee Jung-Su      | Apolo Anton Ohno | John Celski |
| Sotxi 2014 Detalls          | Charles Hamelin  | Han Tianyu       | Viktor Ahn  |

#### 5000 metres relleus
| Edició                      | Or | Argent                                                                                                | Bronze                                                                                  |
| Albertville 1992 Detalls    | Corea del SudKim Ki-hoon · Lee Joon-Ho · Mo Ji-Soo · Song Jae-Kun                                      | CanadàFrédéric Blackburn · Laurent Daignault · Michel Daignault · Sylvain Gagnon · Mark Lackie        | JapóYuichi Akasaka · Tatsuyoshi Ishihara · Toshinobu Kawai · Tsutomu Kawasaki           |
| Lillehammer 1994 Detalls    | ItàliaMaurizio Carnino · Orazio Fagone · Hugo Herrnhof · Mirko Vuillermin                              | Estats UnitsRandy Bartz · John Coyle · Eric Flaim · Andrew Gabel                                      | AustràliaSteven Bradbury · Kieran Hansen · Andrew Murtha · Richard Nizielski            |
| Nagano 1998 Detalls         | CanadàÉric Bédard · Derrick Campbell · François Drolet · Marc Gagnon                                   | Corea del SudChae Ji-Hoon · Lee Jun-Hwan · Lee Ho-Eung · Kim Dong-Sung                                | R.P. de la XinaLi Jiajun · Feng Kai · Yuan Ye · An Yulong                               |
| Salt Lake City 2002 Detalls | CanadàÉric Bédard · Marc Gagnon · Jonathan Guilmette · François-Louis Tremblay · Mathieu Turcotte      | ItàliaMichele Antonioli · Maurizio Carnino · Fabio Carta · Nicola Franceschina · Nicola Rodigari      | R.P. de la XinaAn Yulong · Feng Kai · Guo Wei · Li Jiajun · Li Ye                       |
| Torí 2006 Detalls           | Corea del SudAhn Hyun Soo · Lee Ho-Suk · Oh Se-Jong · Seo Ho-Jin · Song Suk-Woo                        | CanadàÉric Bédard · Jonathan Guilmette · Charles Hamelin · François-Louis Tremblay · Mathieu Turcotte | Estats UnitsAlex Izykowski · J. P. Kepka · Apolo Anton Ohno · Rusty Smith               |
| Vancouver 2010 Detalls      | CanadàCharles Hamelin · François Hamelin · Olivier Jean · François-Louis Tremblay · Guillaume Bastille | Corea del SudKwak Yoon-Gy · Lee Ho-Suk · Lee Jung-Su · Sung Si-Bak · Kim Seoung-Il                    | Estats UnitsJ. R. Celski · Travis Jayner · Jordan Malone · Apolo Anton Ohno · Simon Cho |
| Sotxi 2014 Detalls          | RússiaViktor Ahn · Semion Elistratov · Vladimir Grigorev · Ruslan Zakharov                             | Estats UnitsEddy Alvarez · J. R. Celski · Christopher Creveling · Jordan Malone                       | R.P. de la XinaChen Dequan · Han Tianyu · Shi Jingnan · Wu Dajing                       |

### Categoria femenina

#### 500 metres
| Edició                      | Or              | Argent             | Bronze                |
| Albertville 1992 Detalls    | Cathy Turner    | Li Yan             | Hwang Ok-Sil          |
| Lillehammer 1994 Detalls    | Cathy Turner    | Zhang Yanmei       | Amy Peterson          |
| Nagano 1998 Detalls         | Annie Perreault | Yang Yang (S)      | Chun Lee-Kyung        |
| Salt Lake City 2002 Detalls | Yang Yang (A)   | Evguènia Radànova  | Wang Chunlu           |
| Torí 2006 Detalls           | Wang Meng       | Evguènia Radànova  | Anouk Leblanc-Boucher |
| Vancouver 2010 Detalls      | Wang Meng       | Marianne St-Gelais | Arianna Fontana       |
| Sotxi 2014 Detalls          | Li Jianrou      | Arianna Fontana    | Park Seung-Hi         |

#### 1000 metres
| Edició                      | Or             | Argent            | Bronze        |
| Lillehammer 1994 Detalls    | Chun Lee-Kyung | Nathalie Lambert  | Kim So-Hui    |
| Nagano 1998 Detalls         | Chun Lee-Kyung | Yang Yang (S)     | Won Hye-Kyung |
| Salt Lake City 2002 Detalls | Yang Yang (A)  | Ko Gi-Hyun        | Yang Yang (S) |
| Torí 2006 Detalls           | Jin Sun-Yu     | Wang Meng         | Yang Yang (A) |
| Vancouver 2010 Detalls      | Wang Meng      | Katherine Reutter | Park Seung-Hi |
| Sotxi 2014 Detalls          | Park Seung-Hi  | Fan Kexin         | Shim Suk-hee  |

#### 1500 metres
| Edició                      | Or         | Argent         | Bronze            |
| Salt Lake City 2002 Detalls | Ko Gi-Hyun | Choi Eun-Kyung | Evguènia Radànova |
| Torí 2006 Detalls           | Jin Sun-Yu | Choi Eun-Kyung | Wang Meng         |
| Vancouver 2010 Detalls      | Zhou Yang  | Lee Eun-Byul   | Park Seung-Hi     |
| Sotxi 2014 Detalls          | Zhou Yang  | Shim Suk-hee   | Arianna Fontana   |

#### 3000 metres relleus
| Edició                      | Or                                                                                   | Argent                                                                                       | Bronze                                                                                         |
| Albertville 1992 Detalls    | CanadàAngela Cutrone · Sylvie Daigle · Nathalie Lambert · Annie Perreault            | Estats UnitsDarcie Dohnal · Amy Peterson · Cathy Turner · Nikki Ziegelmeyer                  | Equip UnificatYuliya Allagulova Natalya Isakova Viktoriya Taranina Yuliya Vlasova              |
| Lillehammer 1994 Detalls    | Corea del SudChun Lee-Kyung · Kim So-Hui · Kim Yoon-Mi · Won Hye-Kyung               | CanadàChristine Boudrias · Isabelle Charest · Sylvie Daigle · Nathalie Lambert               | Estats UnitsKaren Cashman · Amy Peterson · Cathy Turner · Nikki Ziegelmeyer                    |
| Nagano 1998 Detalls         | Corea del SudChun Lee-Kyung · Won Hye-Kyung · An Sang-Mi · Kim Yun-Mi                | R.P. de la XinaYang Yang (A) · Yang Yang (S) · Wang Chunlu · Sun Dandan                      | CanadàChristine Boudrias · Isabelle Charest · Annie Perreault · Tania Vicent                   |
| Salt Like City 2002 Detalls | Corea del SudChoi Eun-Kyung · Choi Min-Kyung · Joo Min-Jin · Park Hye-Won            | R.P. de la XinaSun Dandan · Wang Chunlu · Yang Yang (A) · Yang Yang (S)                      | CanadàIsabelle Charest · Marie-Eve Drolet · Amélie Goulet-Nadon · Alanna Kraus · Tania Vicent  |
| Torí 2006 Detalls           | Corea del SudByun Chun-Sa · Choi Eun-Kyung · Jeon Da-Hye · Jin Sun-Yu · Kang Yun-Mi  | CanadàAlanna Kraus · Anouk Leblanc-Boucher · Amanda Overland · Kalyna Roberge · Tania Vicent | ItàliaMarta Capurso · Arianna Fontana · Katia Zini · Mara Zini                                 |
| Vancouver 2010 Detalls      | R.P. de la XinaSun Linlin · Wang Meng · Zhang Hui · Zhou Yang ·                      | CanadàJessica Gregg · Kalyna Roberge · Marianne St-Gelais · Tania Vicent ·                   | Estats UnitsAllison Baver · Alyson Dudek · Lana Gehring · Katherine Reutter · Kimberly Derrick |
| Sotxi 2014 Detalls          | Corea del SudShim Suk-hee · Park Seung-hi · Cho Ha-ri · Kim A-lang · Kong Sang-jeong | CanadàMarie-Ève Drolet · Jessica Hewitt · Valérie Maltais · Marianne St-Gelais               | ItàliaArianna Fontana · Lucia Peretti · Martina Valcepina · Elena Viviani                      |